# Windrush (Gloucestershire)
Windrush  é uma paróquia e aldeia do distrito de Cotswold, no condado de Gloucestershire, na Inglaterra.